# Tomaž
Tomaž ist die slowenische Form des ursprünglich aramäisch-griechischen männlichen Vornamens Thomas.
Als eine archaische Form des portugiesischen Vornamens Tomás tritt im portugiesischen Sprachraum vereinzelt die Form Tomaz auf.

## Namensträger

### Form Tomaž
- Tomaž Čižman (* 1965), slowenischer Skirennläufer
- Tomaž Dolar (* 1966), jugoslawischer Skispringer
- Tomaž Druml (* 1988), österreichischer Nordischer Kombinierer
- Tomaž Gantar (* 1960), slowenischer Mediziner und Politiker
- Tomaž Globočnik (* 1972), slowenischer Biathlet
- Tomaž Humar (1969–2009), slowenischer Bergsteiger
- Anton Tomaž Linhart (1756–1795), slowenischer Dichter, Dramatiker und Historiker
- Tomaž Naglič (* 1989), slowenischer Skispringer
- Tomaž Nose (* 1982), slowenischer Radrennfahrer
- Tomaž Ogris (* 1946), kärntnerslowenischer Pädagoge und Publizist
- Tomaž Pandur (1963–2016), slowenischer Theaterregisseur
- Tomaž Razingar (* 1979), slowenischer Eishockeyspieler
- Tomaž Šalamun (1941–2014), slowenischer Dichter
- Tomaž Tomšič (* 1972), slowenischer Handballspieler und -trainer
- Tomaž Vnuk (* 1970), slowenischer Eishockeyspieler
- Tomaž Žemva (* 1973), slowenischer Biathlet

### Form Tomaz
- Tomaz Kim (1915–1967), portugiesischer Lyriker und Übersetzer
- Tomaz Salomão (* 1954), mosambikanischer Politiker und Ökonom

### Familienname
- Caroline Tomaz (* 1994), brasilianische Hürdenläuferin